# DSchK
Das DSchK (Degtjarjowa Schpagina Krupnokaliberny, russisch Дегтярёва Шпагина Крупнокалиберный, kurz ДШК; Aussprache: De-Scha-Ka) ist ein überschweres  sowjetisches Maschinengewehr im Kaliber 12,7 × 108 mm.

## Entstehung
Ende der 1920er-Jahre erhielt Wassili Degtjarjow von der Führung der sowjetischen Streitkräfte den Auftrag zur Entwicklung eines überschweren Maschinengewehres. Man versprach sich eine wirkungsvolle Waffe, die gegen leicht gepanzerte Fahrzeuge und Flugzeuge eingesetzt werden konnte. Er hatte sich bereits als fähiger Konstrukteur etabliert und mit den 7,62-mm-MGs DP, DT und DA eine ganze Systemserie entwickelt. Auf der Grundlage dieser Waffen entwarf Degtjarjow ein Maschinengewehr im Kaliber 12,7 mm.

## Technik

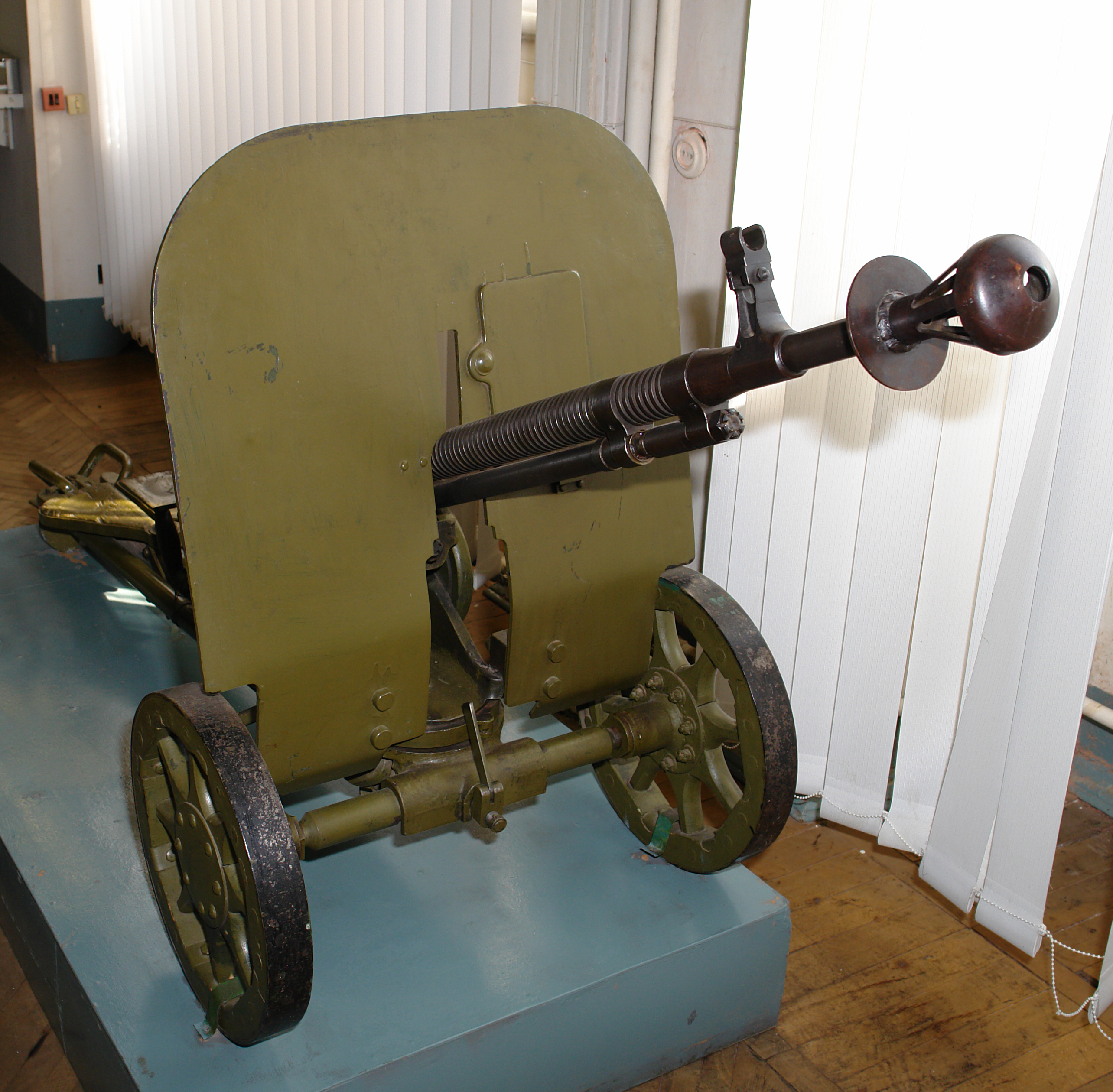
DSchK mit Mündungsfeuerdämpfer alter Ausführung auf Radlafette

Das MG war ein Gasdrucklader, der ursprünglich mit einer 30-schüssigen Gurttrommel versehen war. Es war luftgekühlt und gut an seinen radialen Kühlrippen zu erkennen. Dieser erste, als DK bezeichnete Entwurf war schwerfällig und hatte eine geringe Feuerrate: solch leistungsstarke Patronen zu verschießen forderte seinen Tribut an zusätzlicher Masse der Waffe. Erst die Umstellung der Munitionszufuhr auf Patronengurte durch Georgii Semjonowitsch Schpagin konnte die Konstruktion entscheidend verbessern. Im Jahr 1938 bestand das DSchK alle Eignungstests und wurde in die Ausrüstung der Roten Armee übernommen. Die Serienfertigung wurde in der Instrumentenfabrik Nr. 2 in Kowrow aufgenommen, wo Schpagin und Degtjarjow als Konstrukteure wirkten.

## Regulärer Einsatz

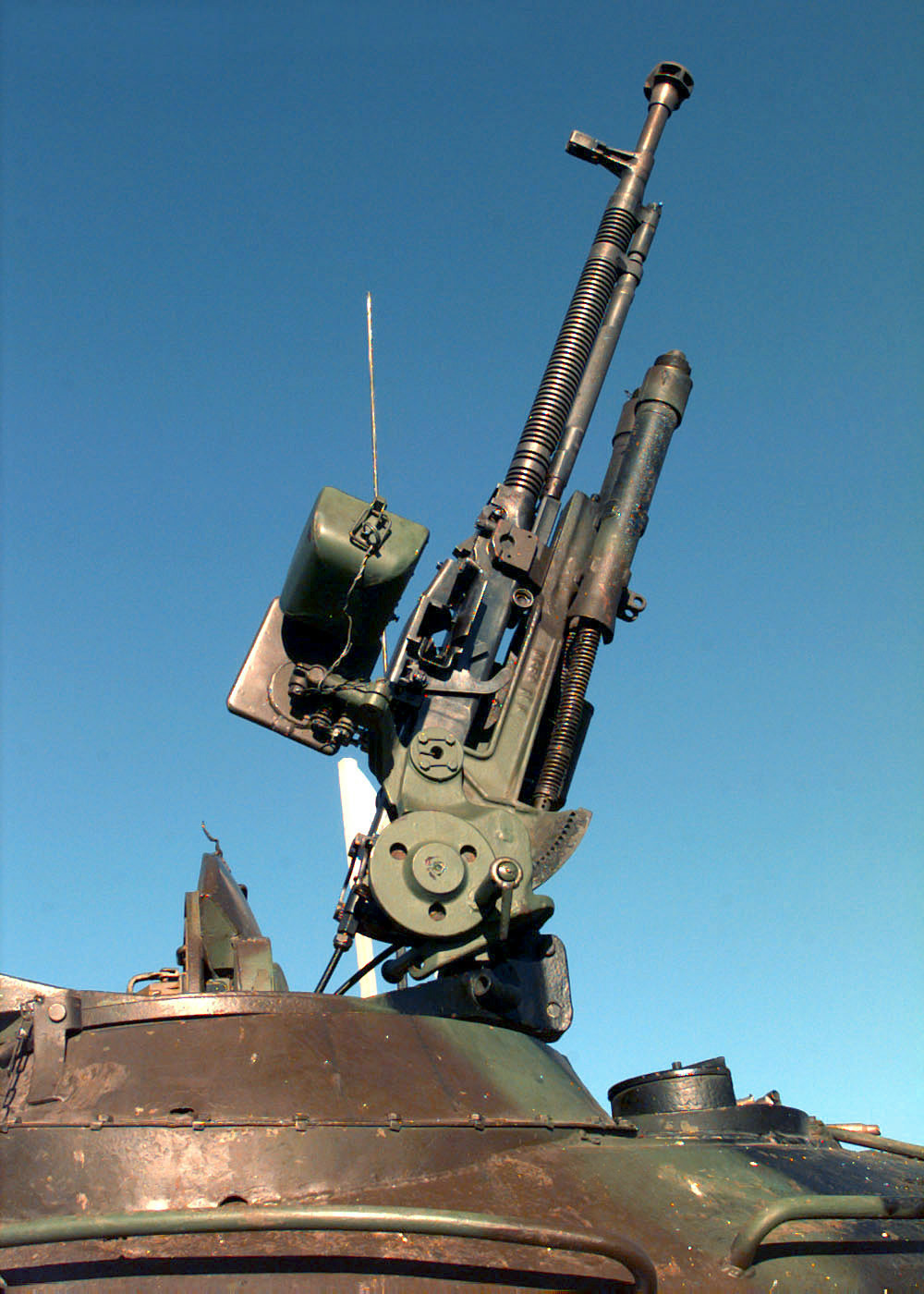
DSchK-M als Fla-MG auf einem T-55

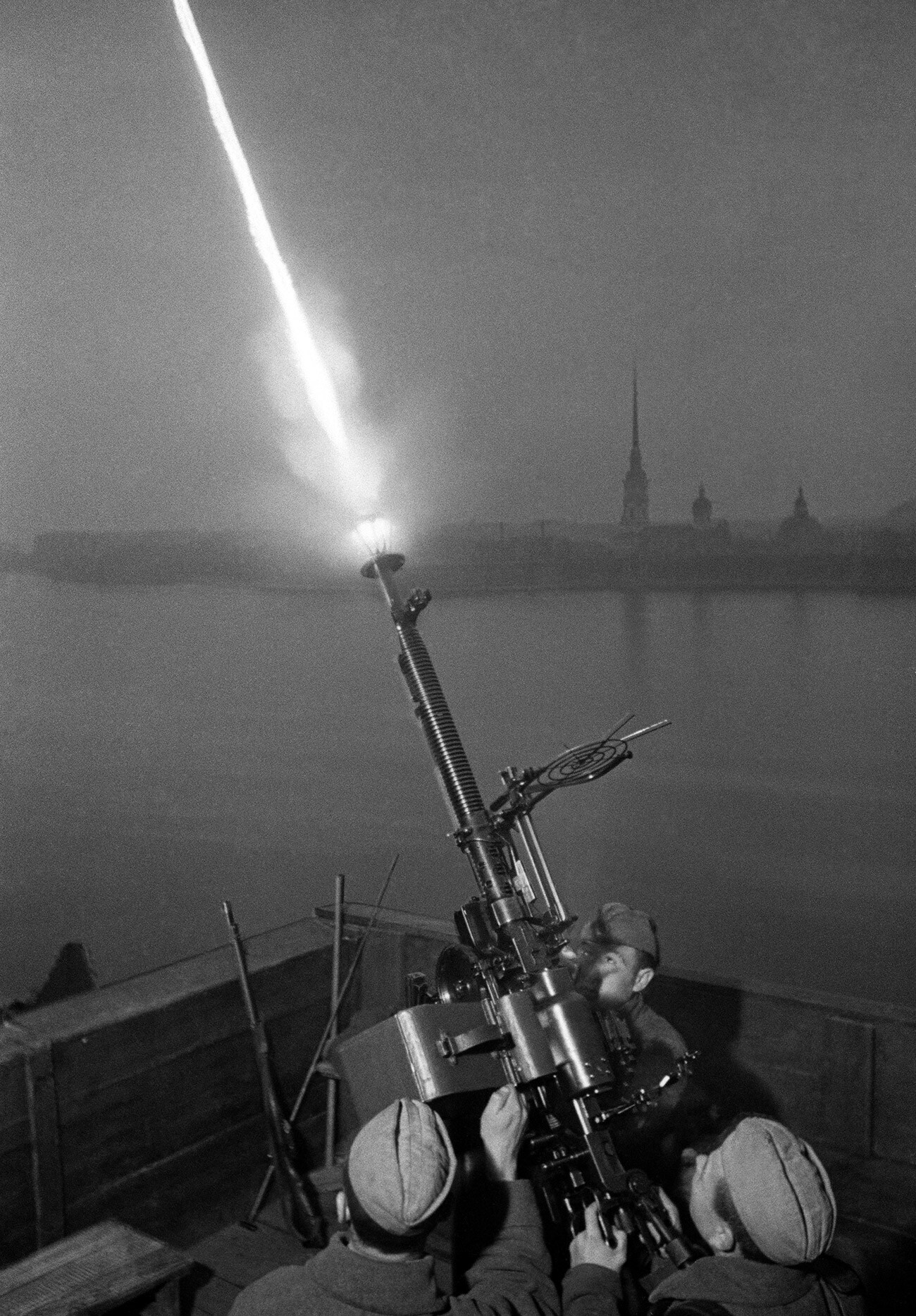
Einsatz als Flugabwehr (Leningrad, Oktober 1942)

Das Maschinengewehr wurde in unterschiedlichsten Rollen eingesetzt. Es wurde mit einer Radlafette an die Infanterie ausgegeben und auf Kampffahrzeugen montiert. So wurde es als Flugabwehrwaffe auf Panzertürmen eingesetzt, wie dem IS-2, dem T-55 und bis in die 1980er-Jahre hinein am T-72. Das DSchK wurde auch auf Schiffen eingesetzt, nicht selten als Doppel- oder Vierlings-MG. Es wurde auch in den Armeen des Warschauer Pakts eingesetzt und an verbündete Nationen weitergegeben bzw. exportiert.

## Irregulärer Einsatz
Viele DSchK sind in Gebieten zu finden, in denen Bürgerkriege oder bürgerkriegsähnliche Zustände herrschen. Dort wird häufig dieses Maschinengewehr auf der Ladefläche von Geländewagen lafettiert. Solche improvisierten Kampfwagen sind gemeinhin als Technicals bekannt.
In den 1980er-Jahren stellte der libysche Staatschef Oberst Muammar al-Gaddafi der irischen Untergrundorganisation IRA neben mehreren hundert AK-47 auch 20 bis 30 DSchK zur Verfügung. Die IRA hatte vor, mit ihren „Dushkies“ gegen die britische Armee vorzugehen, insbesondere gegen Hubschrauber, die Armeestützpunkte im Süden der Grafschaft Armagh aus der Luft versorgten. Für Guerillakämpfe dieser Art erwies sich das MG aber als zu schwer- und auffällig und kam daher nicht zum Einsatz.

## Versionen
- DSchK-38: Ursprungsversion
- DSchk-38/46 (DSchKM): modernisiertes Modell mit Wechsellauf, veränderter Munitionszuführung und flachem Mündungsfeuerdämpfer
- 12,7-mm-Flakvierling vz.53 auch 12,7-mm (Quad) AA Gun M53, tschechoslowakische Nachkriegsentwicklung
- Typ 54: chinesischer Nachbau, mit Hilfe Chinas auch in Pakistan hergestellt
- MGD-12.7: Iran
- DSchK UM: rumänische Exportversion ohne Kühlrippen und mit anderer Mündungsfeuerbremse in 12,7 × 99 mm NATO[3]

## Galerie

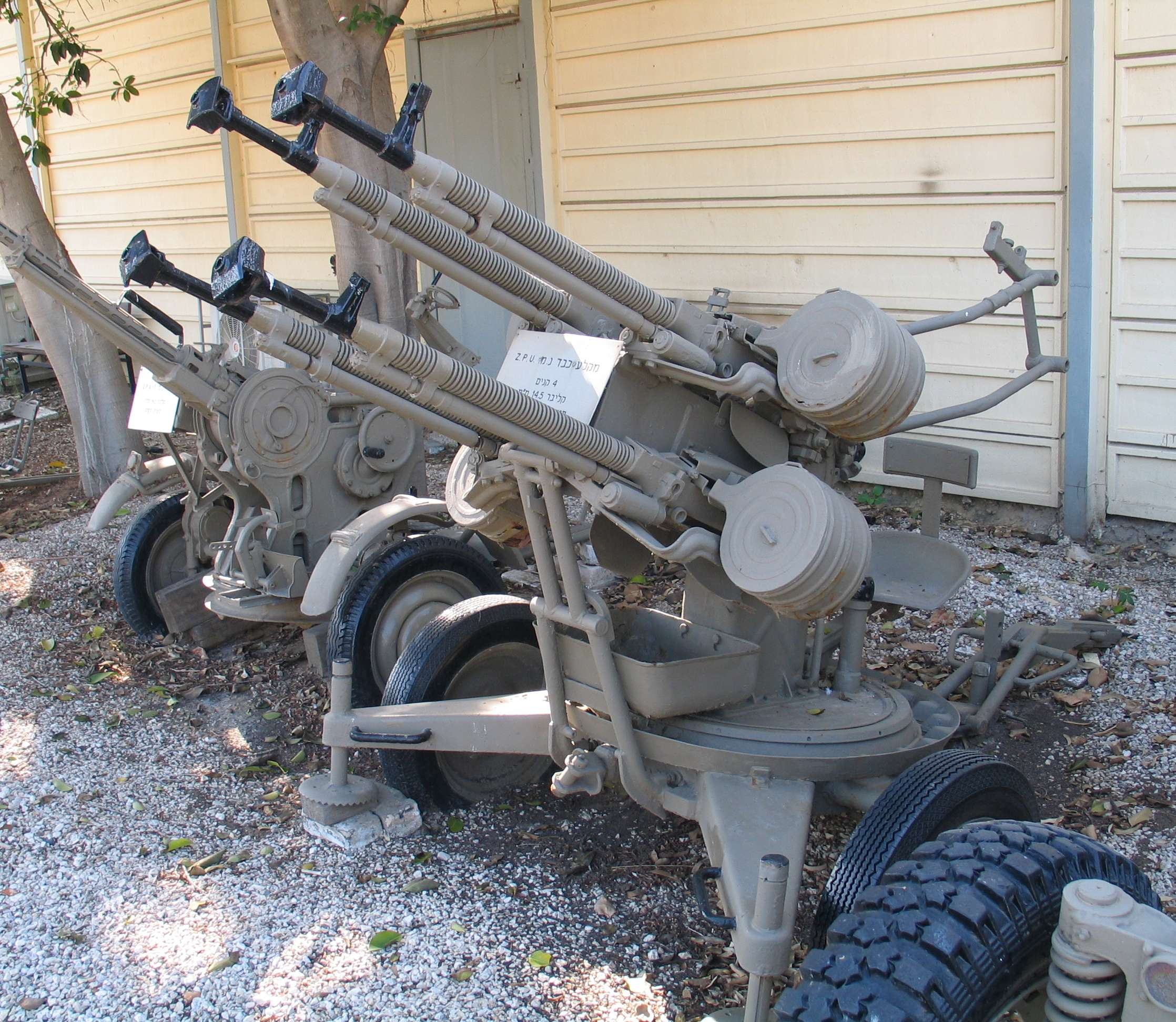
Flakvierling vz.53 auf Lafette M53
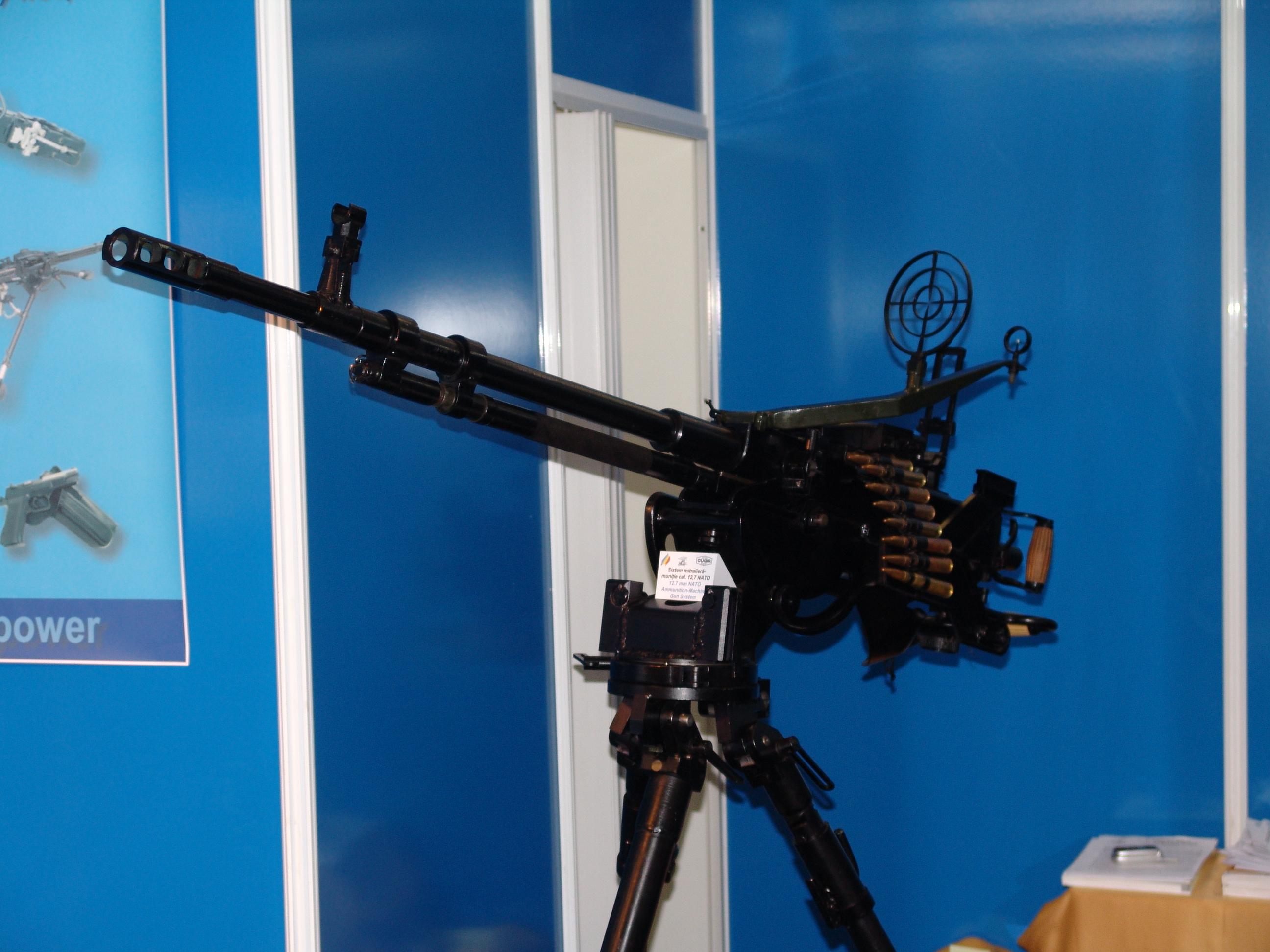
Rumänisches DSchK UM
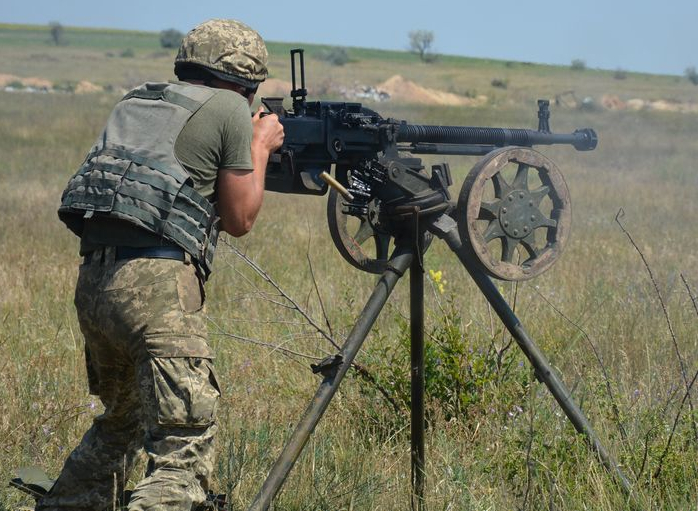
Ukrainischer Soldat mit DShKM
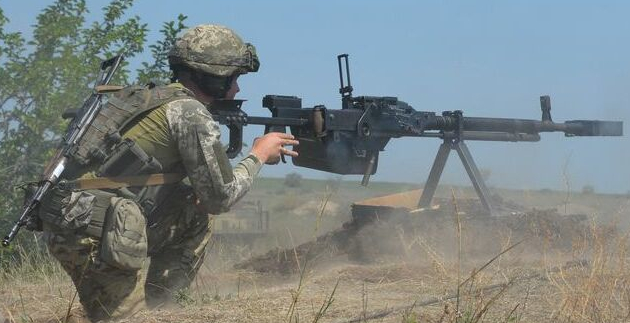
Ukrainischer Soldat mit DShKM-TK